# 小川卓真
小川 卓真（おがわ たくま、1981年 - ）は、日本の実業家、株式会社EXIDEA代表取締役社長。 ASBF（アジアスモールビジネス連盟）Japan 副代表。

## 人物
1981年、神奈川県生まれ。
2004年3月、立教大学経済学部経営学科卒業。在学中に洋服のECサイトの事業を立ち上げ、その運営を行った。
2004年4月、株式会社ジェーシービーに入社。
2006年に株式会社エフティーを仲間とともに共同で設立し、2007年7月に副社長に就任。Webマーケティングツール開発、1,000サイト以上のSEO対策・Webマーケティングを行う。
2013年5月、株式会社EXIDEAを設立し、代表取締役社長に就任。
EXIDEAはWebマーケティングツールの開発販売と企業のブランディングマーケティング支援サービスまで幅広く事業を展開。米・ロサンゼルスやベトナム・ハノイにも拠点を持つ。